# Olympische Sommerspiele 2000/Teilnehmer (Jamaika)
| Gelbes Symbol für Goldmedaillen mit stilisierten Olympischen Ringen | Graues Symbol für Silbermedaillen mit stilisierten Olympischen Ringen | Braundes Symbol für Bronzemedaillen mit stilisierten Olympischen Ringen |
| ------------------------------------------------------------------- | --------------------------------------------------------------------- | ----------------------------------------------------------------------- |
| —                                                                   | 5                                                                     | 4                                                                       |

Jamaika nahm an den Olympischen Sommerspielen 2000 in Sydney mit einer Delegation von 48 Sportlern, 22 Männer und 26 Frauen, teil.

## Medaillengewinner

### Silber
| Name/n | Sportart       | Wettkampf                     |
| --- | -------------- | ----------------------------- |
| Tayna Lawrence | Leichtathletik | Frauen, 100 Meter             |
| Lorraine Graham | Leichtathletik | Frauen, 400 Meter             |
| Deon Hemmings | Leichtathletik | Frauen, 400 Meter Hürden      |
| Tayna Lawrence, Veronica Campbell-Brown, Beverly McDonald, Merlene Ottey-Page, in den Qualifikationsläufen auch: Merlene Frazer                | Leichtathletik | Frauen, 4 × 100 Meter Staffel |
| Sandie Richards, Catherine Scott-Pomales, Deon Hemmings, Lorraine Graham, in den Qualifikationsläufen auch: Michelle Burgher, Charmaine Howell | Leichtathletik | Frauen, 4 × 400 Meter Staffel |

### Bronze
| Name/n | Sportart       | Wettkampf             |
| --- | -------------- | --------------------- |
| Greg Haughton | Leichtathletik | 400 Meter             |
| Michael Blackwood, Greg Haughton, Chris Williams, Danny McFarlane, in den Qualifikationsläufen auch: Sanjay Ayre, Michael McDonald | Leichtathletik | 4 × 400 Meter Staffel |
| Merlene Ottey-Page | Leichtathletik | Frauen, 100 Meter     |
| Beverly McDonald | Leichtathletik | Frauen, 200 Meter     |

## Teilnehmer nach Sportarten

### Leichtathletik

#### Männer
- Chris Williams
100 Meter, 200 Meter, 4 × 100 Meter
4 × 400 Meter: Bronze

- Patrick Jarrett
100 Meter

- Lindel Frater
100 Meter, 4 × 100 Meter

- Dwight Thomas
200 Meter, 4 × 100 Meter

- Ricardo Williams
200 Meter

- Greg Haughton
400 Meter: Bronze 
4 × 400 Meter: Bronze

- Danny McFarlane
400 Meter, 400 Meter Hürden
4 × 400 Meter: Bronze

- Davian Clarke
400 Meter

- Marvin Watts
800 Meter

- Robert Foster
110 Meter Hürden

- Dinsdale Morgan
400 Meter Hürden

- Kemel Thompson
400 Meter Hürden

- Ian Weakley
400 Meter Hürden

- Llewelyn Bredwood
4 × 100 Meter

- Donovan Powell
4 × 100 Meter

- Sanjay Ayre
4 × 400 Meter: Bronze  (nur im ersten Lauf und im Halbfinale gestartet)

- Michael Blackwood
4 × 400 Meter: Bronze

- Michael McDonald
4 × 400 Meter: Bronze  (nur im ersten Lauf gestartet)

- James Beckford
Weitsprung

- Claston Bernard
Zehnkampf

#### Frauen
- Tayna Lawrence
100 Meter: Silber 
4 × 100 Meter: Silber

- Merlene Ottey-Page
100 Meter: Bronze 
4 × 100 Meter: Silber

- Beverly McDonald
100 Meter
200 Meter: Bronze 
4 × 100 Meter: Silber

- Juliet Campbell
200 Meter

- Astia Walker
200 Meter

- Lorraine Graham
400 Meter: Silber 
4 × 400 Meter: Silber

- Sandie Richards
400 Meter
4 × 400 Meter: Silber

- Charmaine Howell
800 Meter
4 × 400 Meter: Silber  (nur im ersten Lauf gestartet)

- Madrea Hyman
1500 Meter

- Delloreen Ennis-London
100 Meter Hürden

- Brigitte Foster-Hylton
100 Meter Hürden

- Michelle Freeman
100 Meter Hürden

- Deon Hemmings
400 Meter Hürden: Silber 
4 × 400 Meter: Silber

- Catherine Scott-Pomales
400 Meter Hürden
4 × 400 Meter: Silber

- Patrina Allen
400 Meter Hürden

- Veronica Campbell-Brown
4 × 100 Meter: Silber

- Merlene Frazer
4 × 100 Meter: Silber  (nur im ersten Lauf und im Halbfinale gestartet)

- Michelle Burgher
4 × 400 Meter: Silber  (nur im ersten Lauf gestartet)

- Karen Beautle
Hochsprung

- Lacena Golding-Clarke
Weitsprung

- Elva Goulbourne
Weitsprung

- Keisha Spencer
Dreisprung

- Olivia McKoy
Speerwurf

### Schwimmen
- Janelle Atkinson
- Angela Chuck

### Segeln
- Andrew Gooding
- Sean Nunes

### Triathlon
- Iona Wynter